# Groupe de NGC 1272
Le groupe de NGC 1272 comprend au moins 27 galaxies situées dans la constellation de Persée. La distance moyenne entre ce groupe et la Voie lactée est d'environ 60,2 Mpc (∼196 millions d'al). Le groupe de NGC 1272 fait partie de l'amas de Persée (Abell 426).

## Membres
Le tableau ci-dessous liste les 28 galaxies indiquée dans l'article de A.M. Garcia paru en 1993. La galaxie PGC 12272 de cette liste est un doublon de PGC 12271. D'autre part, la galaxie IC 1907 de cette liste est un doublon de NGC 1278 et Garcia identifie celle-ci à PGC 12405. Il s'agit d'une erreur car NGC 1278 est PGC 12438 et cette galaxie est beaucoup plus éloignée que les autres galaxies du groupe de NGC 1272. Par contre, PGC 12405 appartient à ce groupe. De plus, la galaxie PGC 12296 ne fait certes pas partie de ce groupe étant à une distance de près de 165 Mpc. 
| Nom                  | Class.               | Type                  | α (J2000.0)   | δ (J2000.0) | Vitesse radiale (km/s) | m               | Distance (Mpc) | Diamètre (kal) |
| -------------------- | -------------------- | --------------------- | ------------- | ----------- | ---------------------- | --------------- | -------------- | -------------- |
| IC 309               | SA0^0(s)             | Lenticulaire          | 03h 16m 06.3s | 40° 48′ 16″ | 4699 ± 4               | 13,5            | 66,9 ± 4,7     | 60             |
| NGC 1272             | E+                   | Elliptique            | 03h 19m 21.3s | 41° 29′ 26″ | 3815 ± 8               | 11,8            | 53,9 ± 3,8     | 196            |
| NGC 1281             | E5                   | Elliptique            | 03h 20m 06.1s | 41° 37′ 48″ | 4220 ± 2               | 13,3            | 59,9 ± 4,2     | 68             |
| NGC 1293             | E0                   | Elliptique            | 03h 21m 36.4s | 41° 23′ 34″ | 4173 ± 6               | 13,4            | 59,2 ± 4,2     | 123            |
| NGC 1334             | S? Pec               | Spirale               | 03h 30m 01.8s | 41° 49′ 55″ | 4274 ± 6               | 13,2            | 60,9 ± 4,3     | 101            |
| UGC 2639             | Sab                  | Spirale               | 03h 17m 50.4s | 41° 58′ 03″ | 3778 ± 2               | 14,7            | 53,4 ± 3,7     | 69             |
| UGC 2672             | Sa?                  | Spirale               | 03h 20m 05.1s | 40° 54′ 22″ | 4191 ± 2               | 14,8            | 59,5 ± 4,2     | 62             |
| UGC 2673             | S0?                  | Lenticulaire          | 03h 20m 01.6s | 41° 15′ 04″ | 4401 ± 2               | 14,4            | 62,6 ± 4,4     | 121            |
| UGC 2742             | SB(s)bc              | Spirale barrée        | 03h 27m 39.8s | 40° 53′ 49″ | 4464 ± 18              | 14,8            | 63,6 ± 4,5     | 69             |
| UGC 2752             | S0?                  | Lenticulaire          | 03h 29m 01.0s | 40° 49′ 27″ | 4179 ± 94              | 14,7            | 59,4 ± 4,4     | 118            |
| UGC 2775             | SAB(s)cd?            | Spirale intermédiaire | 03h 32m 05.6s | 41° 35′ 29″ | 4400 ± 6               | 10,827 ± 0,049A | 61,5 ± 4,3     | 137            |
| PGC 12166            | S(comp)              | Spirale               | 03h 16m 34.4s | 41° 02′ 51″ | 4037 ± 3               | 12,068 ± 0,048A | 57,1 ± 4,0     | 38             |
| PGC 12271            | S0?                  | Lenticulaire          | 03h 18m 01.8s | 41° 35′ 34″ | 4190 ± 2               | 12,252 ± 0,078A | 59,4 ± 4,2     | 59             |
| PGC 12272            | Doublon de PGC 12271 |                       |               |             |                        |                 |                |                |
| PGC 12296            | S0                   | Lenticulaire          | 03h 18m 23.0s | 41° 16′ 08″ | 11310 ± 0              | 11,215 ± 0,207A | 164 ± 12       | 122            |
| PGC 12319            | S0?                  | Lenticulaire          | 03h 18m 38.9s | 41° 40′ 08″ | 4302 ± 2               | 11,965 ± 0,048A | 61,1 ± 4.3     | 47             |
| PGC 12321 B          | ?                    | ?                     | ?             | ?           | 4548 ± ?               | ?               | ?              | ?              |
| PGC 12349            | E?                   | Elliptique            | 03h 18m 58.2s | 41° 42′ 09″ | 4217 ± 2               | 11,244 ± 0,045A | 59,8 ± 4,2     | 78             |
| PGC 12352 C          | ?                    | ?                     | 03h 18m 57.7s | 41° 42′ 11″ | 4293 ± ?               | ?               | ?              | ?              |
| PGC 12353            | S0?                  | Lenticulaire          | 03h 19m 02.4s | 41° 33′ 01″ | 4237 ± 2               | 12,014 ± 0,052A | 61,1 ± 4,2     | 55             |
| PGC 12354 B          | ?                    | ?                     | ?             | ?           | 4354 ± ?               | ?               | ?              | ?              |
| PGC 12405 (≠IC 1907) | E?                   | Elliptique            | 03h 19m 34.2s | 41° 34′ 50″ | 4502 ± 2               | 14,22 ± 0,18    | 64,0 ± 4,5     | 24             |
| PGC 12423            | E                    | Elliptique            | 03h 19m 44.6s | 41° 26′ 47″ | 3963 ± 30              | 12,809 ± 0,069A | 56,1 ± 4,0     | 25             |
| PGC 12459            | E?                   | Elliptique            | 03h 20m 07.2s | 41° 49′ 58″ | 4219 ± 2               | 11,344 ± 0,051A | 59,9 ± 4,2     | 64             |
| CGCG 540-85          | E                    | Elliptique            | 03h 17m 51.1s | 41° 27′ 03″ | 4377 ± 2               | 14,0            | 62,2 ± 4,4     | 17             |
| CGCG 540-113         | E?                   | Elliptique            | 03h 21m 20.8s | 41° 27′ 36″ | 4582 ± 2               | 14,1            | 65,2 ± 4,6     | 75             |
| MCG 7-7-70           | SBR(pec)             | Spirale barrée        | 03h 20m 22.0s | 41° 38′ 37″ | 3905 ± 1               | 14,5            | 55,3 ± 3,9     | 27             |
| MCG 7-8-11           | S?                   | Spirale               | 03h 27m 59.2s | 39° 54′ 16″ | 4337 ± 14              | 13,48           | 61,7 ± 4,3     | 56             |

- ADans le proche infrarouge.
- B Objet absent de la base de sonnées NASA/IPAC et seul son décalage et sa vitesse radiale sont indiqués sur Simbad.
- C La base de données NASA/IPAC indique que PGC 12352 est un doublon de PGC 12349.

Le site DeepskyLog permet de trouver aisément les constellations des galaxies mentionnées dans ce tableau ou si elles ne s'y trouvent pas, l'outil du site constellation permet de le faire à l'aide des coordonnées de la galaxie. Sauf indication contraire, les données proviennent du site NASA/IPAC.